# Tuturano
Tuturano is een plaats (frazione) in de Italiaanse gemeente Brindisi.